# Miradouro do Frade

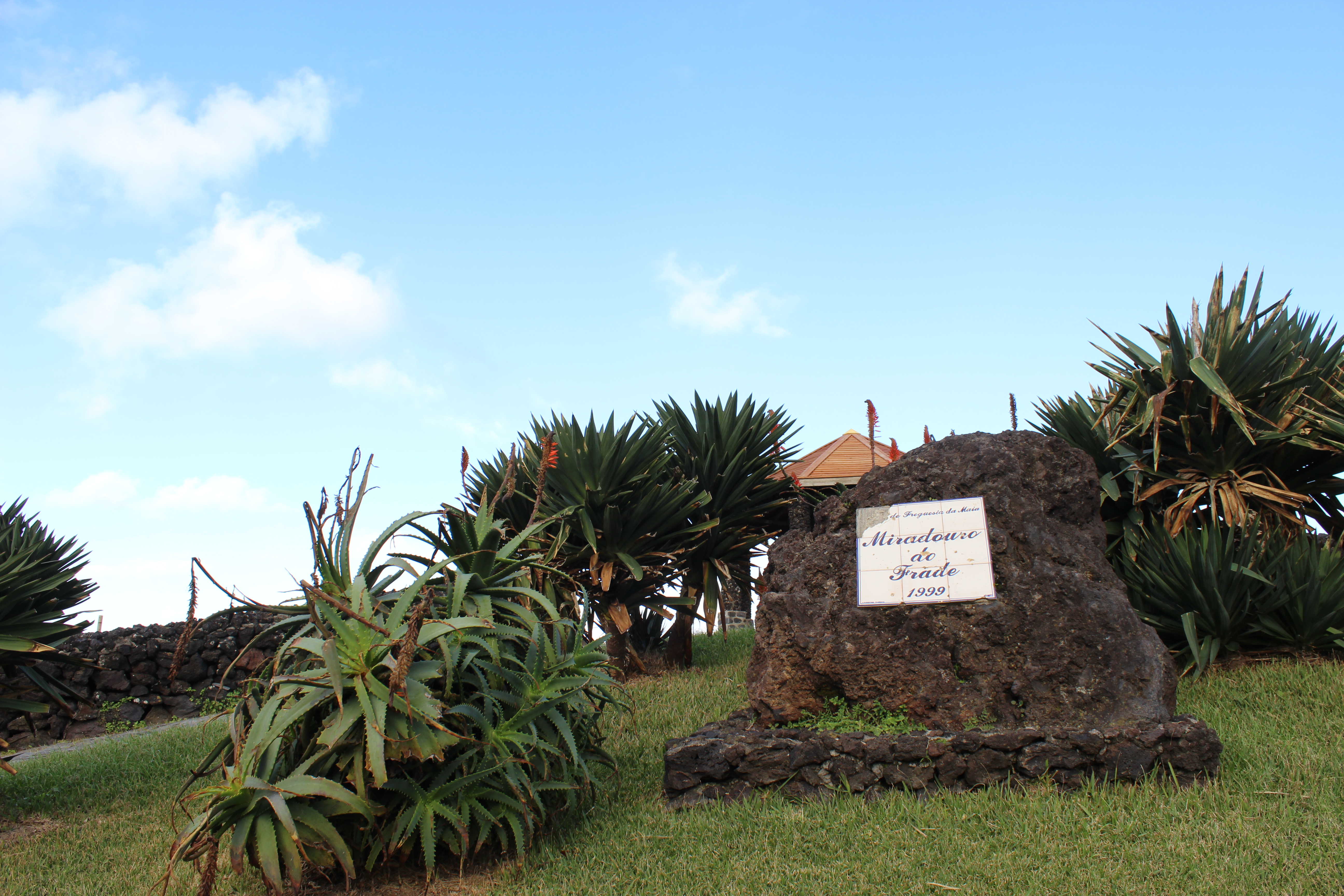
Miradouro do Frade.

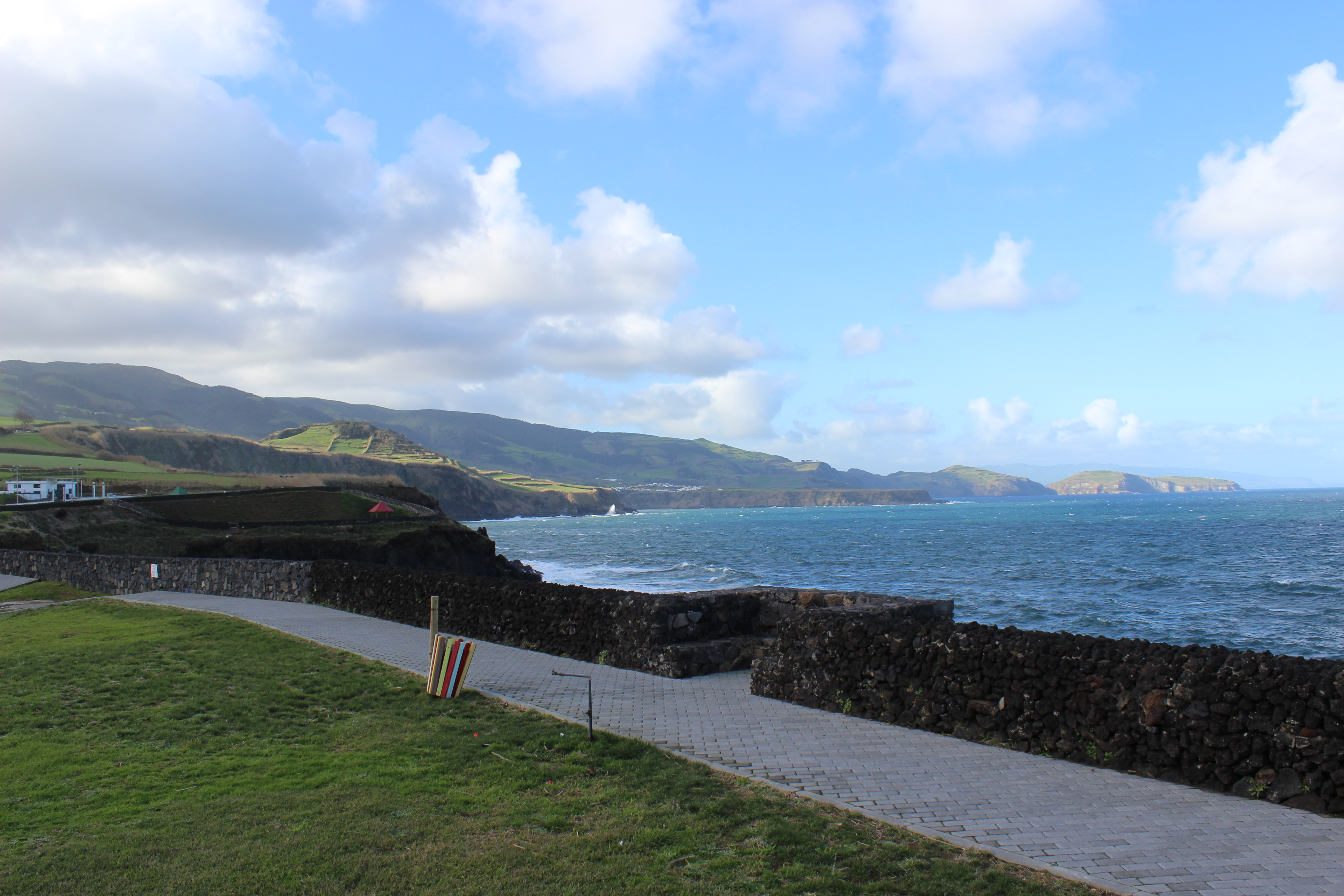
Miradouro do Frade.

O Miradouro do Frade é um miradouro português localizado na freguesia da Maia, concelho da Ribeira Grande, ilha açoriana de São Miguel.